# 라이프 잇셀프 (2014년 영화)
《라이프 잇셀프》(영어: Life Itself)는 영화 평론가 로저 이버트의 삶을 바탕으로 미국에서 제작한 2014년 전기 다큐멘터리 영화이다. 스티브 제임스가 연출하고 마틴 스코세이지 등이 출연하였다.

## 개요
영화는 로저 이버트가 영화 평론을 문화 전반에 영향을 끼치는 중요한 발언으로 승화시켜 나간 과정을 묘사하였다. 이버트가 진 시스컬과 함께 진행한 인기 방송 프로그램 스니크 프리뷰스(Sneak Previews), 조니 카슨 쇼, 데이비드 레터먼 쇼 등 이버트가 과거에 출연한 방송 장면, 본인, 친구, 동료, 가족이 한 인터뷰, 말년 모습 등이 교차되며, 성우 스티븐 스탠턴이 이버트의 목소리를 흉내 내어 이버트가 쓴 글을 낭독한다. 이버트가 각본을 담당했던 영화 《인형의 골짜기를 넘어서》(1970) 관련 이야기와 이 영화를 연출한 감독 러스 마이어와 나눈 우정 등도 다루어진다.

## 출연진
- 진 시스컬
- 마틴 스코세이지
- 베르너 헤어초크
- 로저 이버트
- 에럴 모리스
- A. O. 스콧
- 조너선 로즌바움
- 라민 버라니
- 그레고리 나바
- 리처드 콜리스
- 에이바 듀버네이

## 같이 보기
- 영화 평론